# Landtagswahl in Lippe 1900
Die Landtagswahlen in Lippe fanden im Dezember 1900 statt. Gewählt wurden die 21 Mitglieder des Lippischen Landtags.

## Allgemeines
Die Wahlen fanden für die zweite Klasse am 13. Dezember und für die dritte Klasse am 12. Dezember statt. Die Abgeordneten der ersten Klasse wurden am 14. Dezember gewählt. Die Stichwahlen der dritten Klasse fanden am 27., 29. und 31. Dezember, die Stichwahlen der zweiten Klasse fanden am 27. und 29. Dezember statt. Im Laufe der Wahlperiode bis 1904 fanden folgende Neuwahlen statt:
- 6. April (Stichwahl am 22. April) 1901: Erster Wahlkreis, Dritte Klasse
- 8. Oktober (Stichwahl am 21. April) 1901: Erster Wahlkreis, Dritte Klasse

Gewählt wurden 21 Abgeordnete in drei Klassen zu je sieben Abgeordneten. Die erste Klasse bildeten die höchstbesteuerten Bürger. In der ersten Klasse war in der Untergruppe A wahlberechtigt, wer mindestens 90 Mark Grundsteuer zahlte. Diese Untergruppe wählte fünf Abgeordnete in zwei Wahlkreisen. Die Untergruppe B umfasste diejenigen, die mindestens 180 Mark Einkommensteuer zahlten und wählte zwei Abgeordnete in zwei Wahlkreisen. Die zweite Klasse bildeten die Steuerzahler mit Grund- und Einkommensteuer von mindestens 36 Mark, die dritte Klasse alle anderen Wahlberechtigten. Die 2. und 3. Klasse wählte in je sieben Ein-Personen-Wahlkreisen.

## Wahlergebnis
| Klasse    | Wahlkreis                | Wahlberechtigte | Wähler | %      | Abgeordneter                                                        | Partei                   | Stimmen | %      | Foto |
| --------- | ------------------------ | --------------- | ------ | ------ | ------------------------------------------------------------------- | ------------------------ | ------- | ------ | ---- |
| 1. Klasse | 1A                       |                 |        |        | Gutsbesitzer Frevert (Milse)                                        |                          |         |        |      |
| 1. Klasse | 1A                       |                 |        |        | Gutsbesitzer Betig (Bega)                                           |                          |         |        |      |
| 1. Klasse | 1A                       |                 |        |        | Schlosshauptmann Johann Hermann von Lengerke (Salzuflen)            |                          |         |        |      |
| 1. Klasse | 1A                       |                 |        |        | Gutsbesitzer Windmeier (Nienhagen)                                  | Kons.                    |         |        |      |
| 1. Klasse | 1A                       |                 |        |        | Gutsbesitzer August Riekehof-Böhmer (Vogelhorst)                    | Kons. (Präsident)        |         |        |      |
| 1. Klasse | 1B                       | ./.             | ./.    | ./.    | Gymnasialprofessor Otto Weerth (Detmold)                            | Kons./Bückeburg.         | ./.     | ./.    |      |
| 1. Klasse | 1B                       |                 |        |        | Fabrikant Leberecht Hoffmann (Hoffmann’s Stärkefabriken, Salzuflen) | NLP (Vizepräsident)      |         |        |      |
| 2. Klasse | I. Wahlkreis             | 573             | 467    | 81,5 % | Archivrat z.D. Arnold Berkemeier (Detmold)                          | Kons./Bückeburg.         | 196     | 42,0 % |      |
| 2. Klasse | I. Wahlkreis Stichwahl   | ./.             | 499    | 87,1 % | Amtsgerichtsrat Karl Sieg (Detmold)                                 | NLP                      | 267     | 55,5 % |      |
| 2. Klasse | II. Wahlkreis            | 458             | 338    | 73,8 % | Ratsapotheker Karl Ernst Wilhelm Heynemann (Lemgo)                  | Gesamtliberal            | 243     | 71,9 % |      |
| 2. Klasse | III. Wahlkreis           | 258             | 196    | 76,0 % | Gutsbesitzer Müssemeier (Müssen)                                    | Kons.                    | 83      | 42,3 % |      |
| 2. Klasse | III. Wahlkreis Stichwahl | ./.             | 196    | 76,0 % | Gutsbesitzer Müssemeier (Müssen)                                    | Kons.                    | 104     | 53,1 % |      |
| 2. Klasse | IV. Wahlkreis            | 300             | 159    | 53,0 % | Gutsbesitzer Oberbracht (Siebenhöfen)                               | NLP                      | 159     | 100 %  |      |
| 2. Klasse | V. Wahlkreis             | 399             | 244    | 61,2 % | Gutsbesitzer Wilhelm Schemmel (Wüsten)                              | Kons.                    | 212     | 86,9 % |      |
| 2. Klasse | VI. Wahlkreis            | 281             | 160    | 56,9 % | Gutsbesitzer Tielker (Wöhren)                                       | Kons.                    | 160     | 100 %  |      |
| 2. Klasse | VII. Wahlkreis           | 269             | 194    | 72,1 % | Fabrikant Eduard Wolff (Zigarrenfabrik, Schötmar)                   | FVp                      | 155     | 79,9 % |      |
| 3. Klasse | I. Wahlkreis             | 2064            | 1100   | 53,3 % | Max Obier (Detmold)                                                 | SPD Lippe                | 321     | 29,2 % |      |
| 3. Klasse | I. Wahlkreis Stichwahl   | ./.             | 1072   | 51,9 % | Max Obier (Detmold)                                                 | SPD                      | 673     | 62,8 % |      |
| 3. Klasse | II. Wahlkreis            | 2646            | 1379   | 52,1 % | Schneidermeister Jacke (Blomberg)                                   | Freisinn                 | 445     | 32,3 % |      |
| 3. Klasse | II. Wahlkreis Stichwahl  | ./.             | 1669   | 63,1 % | Zigarrenarbeiter August Schmuck (Lemgo)                             | SPD                      | 951     | 57,0 % |      |
| 3. Klasse | III. Wahlkreis           | 4042            | 1595   | 39,5 % | Konsumverwalter Clemens Becker (Lemgo)                              | SPD                      | 518     | 32,5 % |      |
| 3. Klasse | III. Wahlkreis Stichwahl | ./.             | 1965   | 48,6 % | Konsumverwalter Clemens Becker (Lemgo)                              | SPD                      | 1111    | 56,5 % |      |
| 3. Klasse | IV. Wahlkreis            | 3597            | 1159   | 32,2 % | Pastor Alexander Zeiß (Schwalenberg)                                | Parteilos, sozialliberal | 1140    | 98,4 % |      |
| 3. Klasse | V. Wahlkreis             | 4055            | 1260   | 31,1 % | Ziegelmeister Panneke (Alverdissen)                                 | Sozialliberal            | 491     | 39,0 % |      |
| 3. Klasse | V. Wahlkreis Stichwahl   | ./.             | 1684   | 41,5 % | Landwirt Bödeker (Alverdissen)                                      | Freisinn                 | 1051    | 62,4 % |      |
| 3. Klasse | VI. Wahlkreis            | 3157            | 832    | 26,4 % | Landwirt Wilhelm Meier-Jobst (Leese)                                | Freisinn                 | 563     | 67,7 % |      |
| 3. Klasse | VII. Wahlkreis           | 3902            | 1672   | 42,8 % | Geschäftsführer Ellerkamp (Lage)                                    | Sozialliberal            | 390     | 23,3 % |      |
| 3. Klasse | VII. Wahlkreis Stichwahl | ./.             | 1712   | 43,9 % | Zigarrenarbeiter Karl Becker (Oerlinghausen)                        | SPD                      | 1007    | 58,8 % |      |

Im Laufe der Wahlperiode musste Abgeordnetenmandate durch Neuwahlen erneut besetzt werden.
| Datum der Wahl  | Klasse              | Wahlkreis    | Wahlberechtigte | Wähler | %     | Abgeordneter                                   | Partei        | Stimmen | %      | Foto |
| --------------- | ------------------- | ------------ | --------------- | ------ | ----- | ---------------------------------------------- | ------------- | ------- | ------ | ---- |
| 6. April 1901   | 3. Klasse           | I. Wahlkreis | ./.             | 985    | ./.   | Bildhauer Domscheidt (Detmold)                 | SPD           | 382     | 38,8 % |      |
| 6. April 1901   | 3. Klasse Stichwahl | I. Wahlkreis | ./.             | 171    | ./.   | Zeitungsverleger Adolf Neumann-Hofer (Detmold) | Sozialliberal | 464     | 49,8 % |      |
| 8. Oktober 1901 | 3. Klasse           | I. Wahlkreis | ./.             | 1097   | ./. % | Schmiedemeister Wissmann (Detmold)             | Freisinn      | 400     | 36,4 % |      |
| 21. April 1901  | 3. Klasse Stichwahl | I. Wahlkreis | ./.             | 958    | ./.   | Schmiedemeister Wissmann (Detmold)             | Freisinn      | 480     | 50,1 % |      |

Im April hatten weder Adolf Neumann-Hofer noch Bildhauer Domscheidt eine Mehrheit in der Stichwahl erhalten, da es 10 ungültige Stimmen gab, und so beide unter 50 % blieben.